# Calydna thersander
Calydna thersander is een vlindersoort uit de familie van de prachtvlinders (Riodinidae), onderfamilie Riodininae.
Calydna thersander werd in 1780 beschreven door Stoll.